# Bradyidius hirsutus
Bradyidius hirsutus är en kräftdjursart som beskrevs av Edward Bradford 1976. Bradyidius hirsutus ingår i släktet Bradyidius och familjen Aetideidae. Inga underarter finns listade i Catalogue of Life.